# Pseudonigrita
A Pseudonigrita a madarak osztályának verébalakúak (Passeriformes) rendjébe és a szövőmadárfélék (Ploceidae) családjába tartozó nem.

## Rendszerezés
A nembe az alábbi 2 faj tartozik:
- szürkefejű márványveréb (Pseudonigrita arnaudi)
- feketefejű márványveréb (Pseudonigrita cabanisi)